# Chvalkovice (Vyškovi járás)
Chvalkovice település Csehországban, Vyškovi járásban. Chvalkovice Hvězdlice, Švábenice, Dobročkovice, Nemochovice és Uhřice településekkel határos. Lakosainak száma 294 fő (2024. január 1.).

## Népesség
A település lakosságának változását az alábbi diagram mutatja:
| Lakosok száma | 531  | 597  | 625  | 487  | 352  | 262  | 248  | 245  | 257  | 294  |
|               | 1869 | 1900 | 1921 | 1961 | 1980 | 2011 | 2016 | 2019 | 2021 | 2024 |